# Sinagoga Mayor de Zaragoza

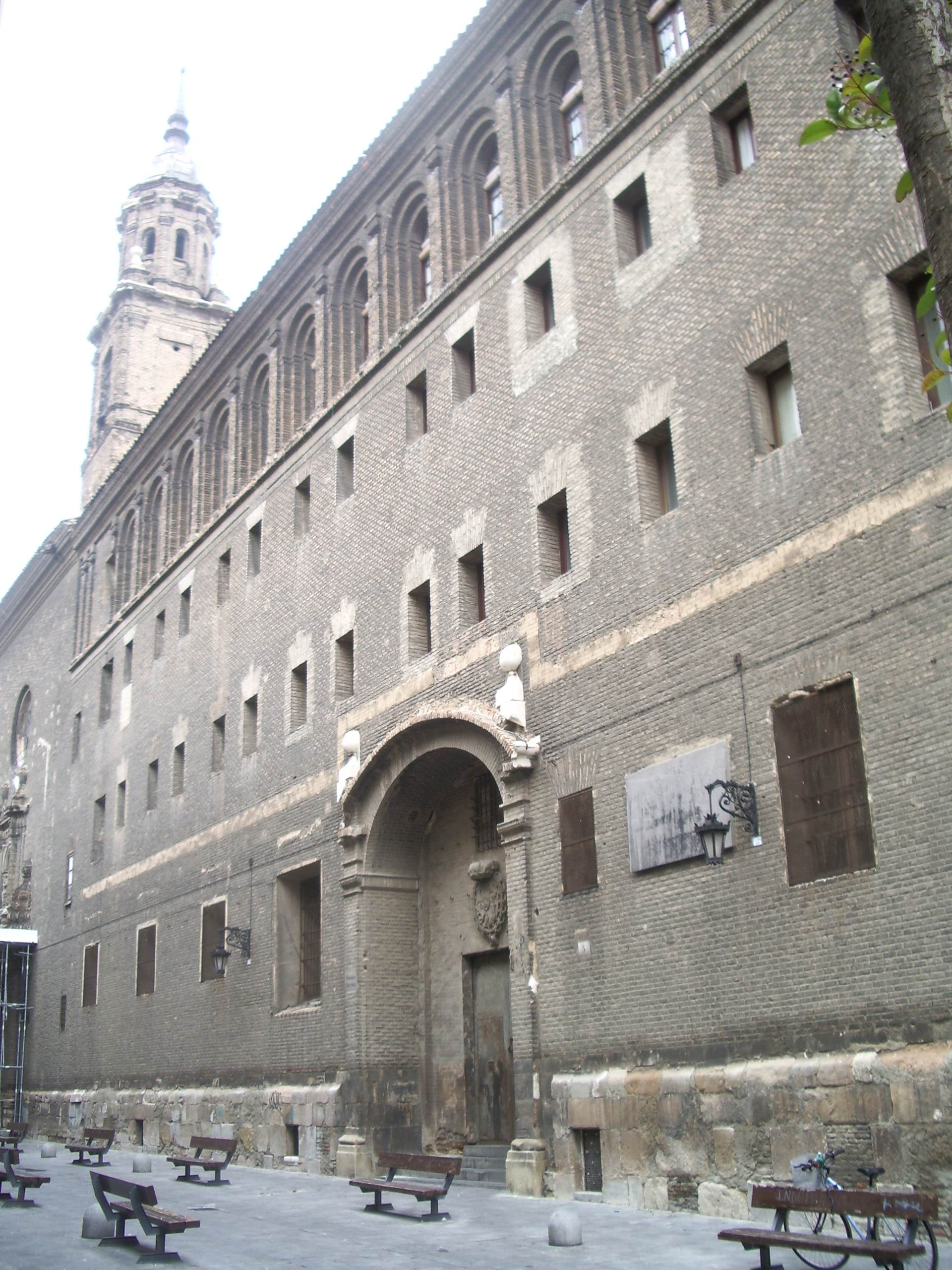
El Real Seminario de San Carlos Borromeo

La Sinagoga Mayor de Zaragoza fue la principal sinagoga de la aljama judía de Zaragoza, emplazada en el lugar que ocupa actualmente el Real Seminario de San Carlos Borromeo, junto a la plaza que fue el centro del barrio judío. 

## Historia
En la sinagoga mayor se reunía la aljama, desde al menos el año 1311, para tratar los asuntos más importantes de la comunidad judía en la ciudad. La sinagoga guardaba también el archivo de la aljama. Una parte de ella desapareció después de un incendio, el resto marchó al exilio con algunas familias durante la expulsión de los judíos de España de 1492.
No era la mayor sinagoga del reino, era más bien modesta. Los expertos señalan que su arquitectura habría sido similar a la de la Sinagoga de Santa María la Blanca de Toledo o la de la Antigua Sinagoga Mayor de Segovia, por lo que podría haberse construido durante el siglo XIII. Existieron en la zona otras cuatro sinagogas, debido a que, aun siendo la mayor y más antigua de la ciudad, no era suficientemente grande como para acoger a todos los fieles.